# Julemærket (film fra 1956)
 For alternative betydninger, se Julemærket. (Se også artikler, som begynder med Julemærket)
Julemærket er en dansk dokumentarfilm fra 1956, der er instrueret af Ib Dam efter manuskript af Albert Mertz.

## Handling
Optagelser fra 6 julemærkehjem med 1800 små rekonvalescenter fortæller, hvad salget af det 4-øres julemærke betyder.